# Байонна
Байо́нна (фр. Bayonne, баск. Baiona) — місто і комуна у Франції, в департаменті Атлантичні Піренеї, Нова Аквітанія, на узбережжі Біскайської затоки. Місто розташоване в історичній провінції Лапурді у Північній Країні Басків. Населення — 52 749 осіб (01.01.2021).
Муніципалітет розташований на відстані близько 670 км на південний захід від Парижа, 170 км на південний захід від Бордо, 95 км на захід від По.
В місті розвинені авіаційна та деревообробна промисловість; туристичний центр (фестивалі, корида).

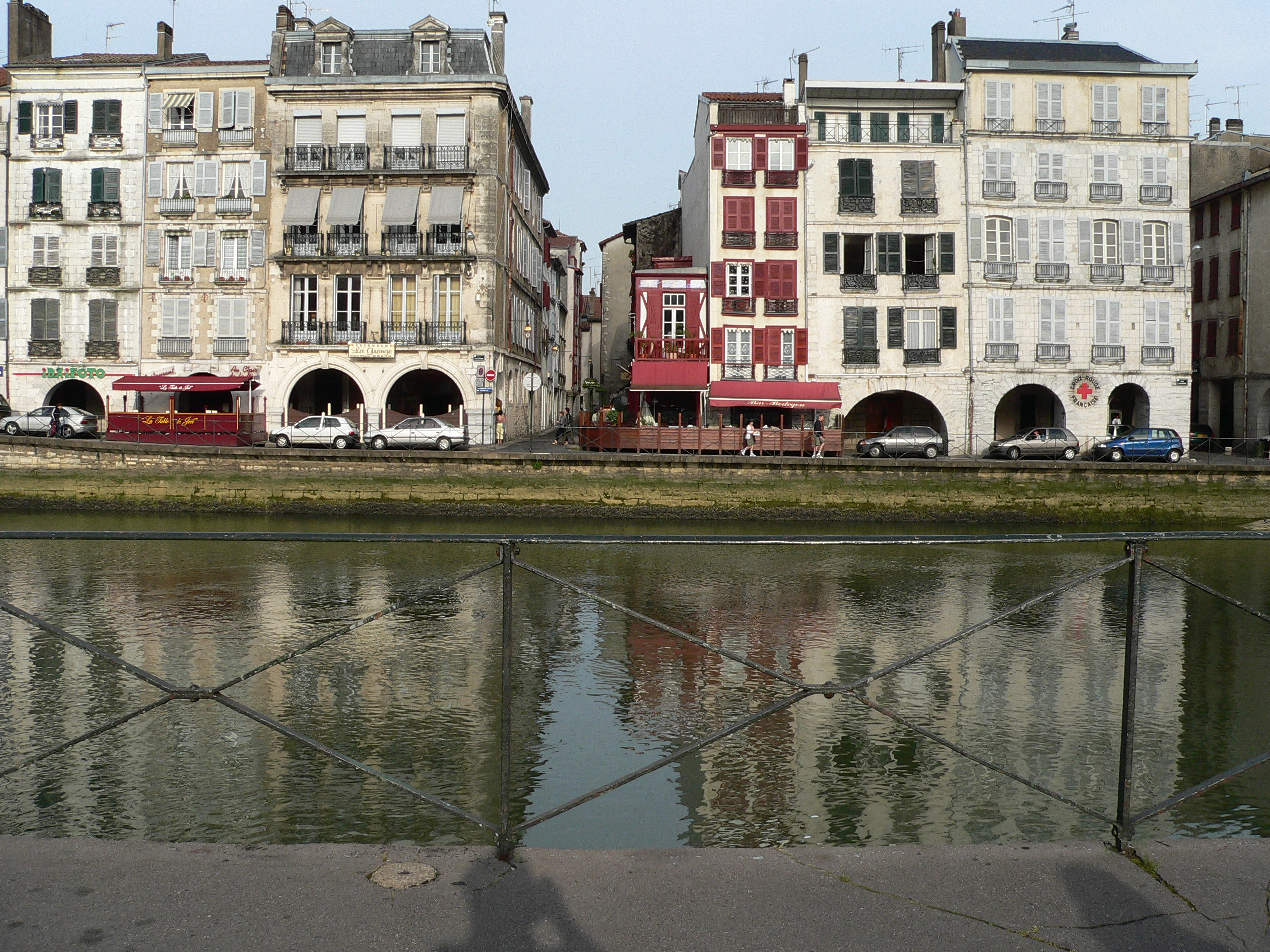
Байонна

## Історія
Римський укріплений табір Lapurdum існував тут з 3 ст. н. е. Від 1199 — англійське володіння. 1451 — приєднана до Франції. У 1808 тут відбулося зречення іспанського короля Карла IV на користь Жозефа Бонапарта.

## Демографія
Динаміка населення (INSEE ):
Розподіл населення за віком та статтю (2006):
| Стать | Всього | До 15 років | 15-24 | 25-44 | 45-64 | 65-85 | Понад 85 |
| --- | ------ | ----------- | ----- | ----- | ----- | ----- | -------- |
| Чоловіки | 20 778 | 3380        | 3104  | 6715  | 4569  | 2669  | 341      |
| Жінки | 23 621 | 3114        | 2868  | 6510  | 5483  | 4709  | 937      |
| \| Статево-вікова піраміда \| Статево-вікова піраміда \| Статево-вікова піраміда \| \| ----------------------- \| ----------------------- \| ----------------------- \| \| Чоловіки \| Вік \| Жінки \| \| 341 \| 85 + \| 937 \| \| 475 \| 80-84 \| 1059 \| \| 716 \| 75-79 \| 1250 \| \| 745 \| 70-74 \| 1264 \| \| 733 \| 65-69 \| 1136 \| \| 760 \| 60-64 \| 1014 \| \| 1163 \| 55-59 \| 1461 \| \| 1328 \| 50-54 \| 1464 \| \| 1318 \| 45-49 \| 1544 \| \| 1607 \| 40-44 \| 1700 \| \| 1564 \| 35-39 \| 1544 \| \| 1746 \| 30-34 \| 1615 \| \| 1798 \| 25-29 \| 1651 \| \| 1635 \| 20-24 \| 1486 \| \| 1469 \| 15-20 \| 1382 \| \| 1107 \| 10-14 \| 1094 \| \| 1146 \| 5-9 \| 947 \| \| 1127 \| 0-4 \| 1073 \| |        |             |       |       |       |       |          |
| Статево-вікова піраміда |        |             |       |       |       |       |          |
| Чоловіки | Вік    | Жінки       |       |       |       |       |          |
| 341 | 85 +   | 937         |       |       |       |       |          |
| 475 | 80-84  | 1059        |       |       |       |       |          |
| 716 | 75-79  | 1250        |       |       |       |       |          |
| 745 | 70-74  | 1264        |       |       |       |       |          |
| 733 | 65-69  | 1136        |       |       |       |       |          |
| 760 | 60-64  | 1014        |       |       |       |       |          |
| 1163 | 55-59  | 1461        |       |       |       |       |          |
| 1328 | 50-54  | 1464        |       |       |       |       |          |
| 1318 | 45-49  | 1544        |       |       |       |       |          |
| 1607 | 40-44  | 1700        |       |       |       |       |          |
| 1564 | 35-39  | 1544        |       |       |       |       |          |
| 1746 | 30-34  | 1615        |       |       |       |       |          |
| 1798 | 25-29  | 1651        |       |       |       |       |          |
| 1635 | 20-24  | 1486        |       |       |       |       |          |
| 1469 | 15-20  | 1382        |       |       |       |       |          |
| 1107 | 10-14  | 1094        |       |       |       |       |          |
| 1146 | 5-9    | 947         |       |       |       |       |          |
| 1127 | 0-4    | 1073        |       |       |       |       |          |

## Економіка
2010 року серед 29 239 осіб працездатного віку (15—64 років) 20 522 були активними, 8717 — неактивними (показник активності 70,2%, у 1999 році було 68,6%). З 20 522 активних мешканців працювало 17 512 осіб (9167 чоловіків та 8345 жінок), безробітними було 3010 (1466 чоловіків та 1544 жінки). Серед 8717 неактивних 3334 особи були учнями чи студентами, 2327 — пенсіонерами, 3056 були неактивними з інших причин.

У 2010 році у муніципалітеті числилось 21429 оподаткованих домогосподарств, у яких проживали 41611,5 особи, медіана доходів виносила 17 261 євро на одного особоспоживача.

## Уродженці
- П'єр Рішар-Вільм (1895—1983) — французький актор театру та кіно
- Дідьє Дешам (*1968) — відомий французький футболіст і тренер
- Гаель Мокаер (*1972) — французький кінорежисер
- Стефан Руфф'є (*1986) — відомий французький футболіст, воротар.